# Toxostoma ocellatum
Toxostoma ocellatum là một loài chim trong họ Mimidae.